# 普羅米斯德蘭德鎮區 (阿肯色州勞倫斯縣)
普羅米斯德蘭德鎮區（英語：Promised Land Township）是位於美國阿肯色州勞倫斯縣的一個行政鎮區。

## 地方資料
普羅米斯德蘭德鎮區的面積為83.61平方千米，當中陸地面積為83.61平方千米，而水域面積為0.00平方千米。根據2010年美國人口普查的數據，當地共有人口425人，而人口密度為每平方千米5.08人。